# Гайда Павло Васильович
Павло́ Васи́льович Га́йда (остання чверть XIX — перша половина XX) — композитор і диригент українських народних хорів. Член Музичного товариства імені Миколи Леонтовича.

## Життєпис
1912 — закінчив Московську консерваторію (клас композиції С. І. Танєєва).
Працював учителем співу, був фахівцем у галузі музично-хореографічної освіти, займався культурно-просвітницькою діяльністю. Зокрема, 1920 року був інструктором музичної справи культурно-освітнього відділу у Дніпросоюзі.
1921 року увійшов до Комітету пам'яті М. Леонтовича — згодом Музичного товариства імені Миколи Леонтовича.
Записував мелодії народних пісень. Є відомості, що до книги Климента Квітки «Українські народні мелодії» (1922) увійшла пісня, яку записав і особисто передав К. Квітці «Павло Гайда, людина поважного віку, співробітник музичного кооперативного видавництва у Києві».
На початку 1920-х років подорожував з Другою мандрівною капелою «Дніпросоюзу» (згодом — капела «Думка»), про що дізнаємось зі спогадів Павла Тичини: «Кожного разу, коли Павло Васильович Гайда раптом зробить рукою заковику в повітрі і почне сам собі усміхатись, — ми вже знаємо наперед, що він от-от якусь штуку нам упоре. Або коли тпрукає губами собі — це вже значить: стережись! — от-от щось мудре вискочить із устен його.»"

## Твори
для хору
- «Колискова»
- «Старосвітська прославна пісня»
- «Все упованіє моє», слова Тараса Шевченка

дитячі
- «А я у гай ходила», слова Павла Тичини
- «Ранок»